# Vodovnik
Vodovnik je priimek več znanih Slovencev:
- Albert Vodovnik (*1946), politik, sindikalist?
- Anton (Tone) Vodovnik (*1941), agronom, enolog
- Dejan Vodovnik (*1957), novinar
- Florijan Vodovnik (1824—1884), častnik in pesnik
- Ivan Vodovnik (1920—?), prometni tehnik, družbeni delavec in gospodarstvenik (Pivovarna Laško)
- Lojze Vodovnik (1933—2000), elektrotehnik, biokibernetik, univ. profesor, akademik
- Jurij Vodovnik (1791—1858), bukovnik, ljudski pesnik in igralec
- Maša Vodovnik, mikrobiologinja
- Matjaž Vodovnik (*1982), judoist
- Miran Vodovnik (*1977), atlet, metalec krogle
- Tadeja Vodovnik Plevnik, enologinja
- Zvone Vodovnik (*1952), pravnik
- Žiga Vodovnik (*1977)?, politolog, prof. FDV
- Tanja Vodovnik (*1983), pravnica, odvetnica

## Glej še
- priimek Vodnik
- priimek Vodopivec
- priimke Vodušek, Vodišek, Vodošek, Zavodnik, Vodeb